# Gábor Korchmáros
Gábor Korchmáros (* 1946) ist ein ungarischer Mathematiker, der sich mit endlicher Geometrie beschäftigt.

## Leben
Korchmáros wurde 1972 an der Universität Budapest in Mathematik promoviert. 1973 war er mit einem Stipendium am Forschungszentrum der Accademia dei Lincei in Rom. 1976 erhielt er den Grunwald Preis der Ungarischen Mathematischen Gesellschaft. 1980 erhielt er den Kandidatentitel und 2000 den Doktorgrad an der Ungarischen Akademie der Wissenschaften. 1987 wurde er Professor an der Università della Basilicata. Er war unter anderem Gastwissenschaftler an der University of Sussex und der University of Delaware.
Er befasste sich insbesondere mit der Theorie der Ovalen und deren höherdimensionale Verallgemeinerungen in Räumen über endlichen Körpern. Zum Beispiel untersuchte er deren Kollineationsgruppen und Einbettungsprobleme von Bögen in Ovale, die Anwendungen in der Kodierungstheorie haben und mit dem Satz von Hasse-Weil verbunden sind. Er befasste sich auch mit algebraischen Kurven über endlichen Körpern und deren Automorphismengruppen, mit Translationsebenen, endlichen Möbius- und Minkowskiebenen und auf elliptischen Kurven basierenden Kryptosystemen. Ende der 1970er Jahre arbeitete er mit Beniamino Segre zusammen.
2008 erhielt er die Euler-Medaille. 2014 wurde er Ehrendoktor der Universität Szeged.

## Schriften
- mit J. W. P. Hirschfeld, F. Torres Algebraic curves over a finite field, Princeton University Press 2008